# Ruodelo
Ruodelo (* und † im 6. Jahrhundert) war zweiter Bischof von Konstanz Ende des 6. Jahrhunderts.
In Vindonissa sind im 6. Jahrhundert die Bischöfe Bubulcus (517 erster Bischof von Windisch), Cromatius oder Grammatius und Ursinus bezeugt. Nach einer Bauinschrift in Vindonissa (heute Windisch) wurde im Jahre 590 das Bistum von Windisch nach Konstanz an den Bodensee verlegt.
Maximus wurde (wahrscheinlich) erster Bischof von Konstanz mit Gründung des Bistums Konstanz um 585/590 durch die alemannischen Herzöge mit Hilfe von Papst Gregor I., genannt der Große. 
Sein Nachfolger wurde um 585 bis 590, auch 583 (?), Ruodelo (Ruodelo qui et Ruodolfus, Bischof v. Windisch.).